# Anton Pampouchny
Anton Guennadievitch Pampouchny (en russe : Антон Геннадьевич Пампушный), né le 5 mai 1982 à Astana en URSS (actuel Kazakhstan), est un acteur russe.

## Biographie
En 2001, il sort diplômé du Collège de Commerce et d'Économie d'Astana. Il est diplômé de l'Ecole d'Art théâtral de Moscou (2007, cours Dmitry V. Brusnikin et Roman E Kozak). De 2004 à 2008 il joue au théâtre Pouchkine de Moscou.
En 2011, il est diplômé de l'Institut national de la cinématographie Guerassimov (Atelier Valéry B. Ahadov).
Il est marié avec Monika Gossmann.

## Filmographie

### Cinéma
- 2008 : Alexandre. La bataille de la Néva : le prince Alexandre Nevski
- 2009 : Minnesota : Igor
- 2013 : Nous nous engageons à défendre (Клянёмся защищать, production Russie-Bélarus) : Arkady Godounov, joueur de tennis
- 2013 : Avenger (Мститель) : Nikita Sokolov
- 2013 : Forget Me (Незабудки) : Artem Mikhaïlov
- 2017 : Guardians (Защитники) de Sarik Andreassian : Arsus
- 2018 : Frontière balkanique (Балканский рубеж) d'Andreï Volguine
- 2020 : Coma - Esprits prisonniers  (Кома) de Nikita Argounov : Fantôme

### Télévision
- 2009 : Piège pour le tueur (Капкан для киллера, série télévisée) : Ilya Remezov
- 2010 : Maison de bébés (Дом малютки, téléfilm) : Kostia
- 2011 : Je vais attendre (Я дождусь, série télévisée) : Sergueï Petrov
- 2011 : Le Dernier Cas de Casanova (Последнее дело Казановы, téléfilm) : Alexandre Smirnov
- 2012 : Pandora (Пандора, série télévisée) : German Anatoliévitch
- 2013 : La Vie après la vie (Жизнь после жизни, téléfilm ukrainien) : Youri Komarov
- 2013 : Pauvre Liz (Бедная Liz, téléfilm russo-ukrainien) : Joe Sokolov